# Kromgat
Het Kromgat is een oude kreek met een lengte van 2,86 kilometer, ontstaan na de Sint-Elisabethsvloed in de vijftiende eeuw. Hij loopt van het noorden van Oosterhout naar de beek de Donge waarin hij ter hoogte van A59 in uitmondt. De waterloop zorgt voor de afvoer van het overtollig hemelwater uit de Oosterhoutse wijk Dommelbergen.

## Gemaal
Dommelbergen heeft een moeilijk waterdoorlatende bodem van oude zeeklei waardoor overtollig water snel een probleem wordt. In de bocht van de oude Veerseweg richting Raamsdonksveer staat daarom het gelijknamige gemaal 'Kromgat' dat het water ongeveer anderhalve meter omhoog pompt vanuit de waterbergingen van de wijk Dommelbergen naar het Kromgat. Deze waterbergingen, ook wel wadi's genoemd, zijn via duikers met elkaar verbonden zodat de waterstand in de wijk centraal via het gemaal gereguleerd kan worden. Omdat het pompstation bij hevige regenval onvoldoende capaciteit had is dit in 2010 verdubbeld. Wanneer het veel en lang regent is goed waar te nemen dat het niveau van het water in de waterbergingen gelijkmatig stijgt, om daarna weer te zakken als de pompen hun werk doen.